# Morze Celebes
Morze Celebes (indonez. Laut Sulawesi) – półzamknięte (międzywyspowe) morze będące częścią Pacyfiku, pomiędzy wyspami: Celebes, Mindanao, Borneo, Sangihe oraz archipelagiem Sulu. Poprzez Cieśninę Makasarską połączone jest z Morzem Jawajskim oraz Morzem Flores. Sąsiaduje bezpośrednio z morzem Sulu na północy i Morzem Moluckim na zachodzie. 
- powierzchnia wynosi blisko 453 tys. km²
- średnia głębokość 3364 m
- maksymalna głębokość 6220 m (na północy)
- zasolenie ok. 34,5‰

Celebes to ciepłe morze z rafami koralowymi, którego temperatura wód powierzchniowych przez cały rok wynosi około 28 °C. Wysokość pływów dochodzi do 3 m. Na dnie morza są liczne czynne wulkany. Główne porty morskie to Manado na Celebesie i Tarakan na Borneo.